# Gonomyia (Leiponeura) vindex
Gonomyia (Leiponeura) vindex is een tweevleugelige uit de familie steltmuggen (Limoniidae). De soort komt voor in het Neotropisch gebied.